# Kenya African Union
Kenya African Union (KAU) var en befrielserörelse i Kenya, bildad 1944.
1947 valdes Jomo Kenyatta till ordförande för KAU. För att samla motståndet mot det brittiska kolonialstyret förmådde han organisationen att välja en ledning där olika folkgrupper var representerade. 1948 anslöt sig därför Oginga Odinga, från luofolket, till KAU.
Året därpå var KAU, med omkring 150 000 medlemmar runtom i Kenya, den ledande motståndsrörelsen.
1952-1956 genomförde Mau-Mau-rörelsen attantat mot vita kolonisatörer i höglandet. 1953 förbjöd britterna KAU och fängslade Kenyatta.
1960 gick KAU ihop med People's Congress Party och Kenya Independent Movement och bildade Kenyan African National Union (KANU).